# Ginástica na Universíada de Verão de 1970
A ginástica na Universíada de Verão de 1970 teve suas disputas realizadas na cidade de Turim, na Itália, contando com as provas masculinas e femininas da ginástica artística. 

## Eventos
Ginástica artística
- Individual geral masculino
- Equipes masculino
- Individual geral feminino
- Equipes feminino

## Medalhistas
Ginástica artística
| Evento           | Ouro                  | Prata                  | Bronze                 |
| ---------------- | --------------------- | ---------------------- | ---------------------- |
| Masculino        |                       |                        |                        |
| Equipes          | JPN                   | URS                    | USA                    |
| Individual geral | JPN Terouichi Okamura | JPN Ryuji Fujimori     | URS Vyacheslav Fogel   |
| Feminino         |                       |                        |                        |
| Equipes          | URS                   | JPN                    | HUN                    |
| Individual geral | URS Larissa Petrik    | URS Tatyana Scegolkova | URS Valentina Goloneva |

## Quadro de medalhas
| Ordem | País                | Medalha de ouro | Medalha de prata | Medalha de bronze |    |
| ----- | ------------------- | --------------- | ---------------- | ----------------- | -- |
| 1     | URS União Soviética | 2               | 2                | 2                 | 6  |
| 2     | JPN Japão           | 2               | 2                |                   | 4  |
| 3     | USA Estados Unidos  |                 |                  | 1                 | 1  |
| 3     | HUN Hungria         |                 |                  | 1                 | 1  |
| TOTAL | TOTAL               | 4               | 4                | 4                 | 12 |